# Ding Ning
Ding Ning (chinesisch 丁宁, Pinyin Dīng Níng; * 20. Juni 1990 in Daqing, Provinz Heilongjiang) ist eine ehemalige chinesische Tischtennisspielerin. Mit einem Olympiasieg, drei World-Cup-Titeln und drei Weltmeisterschaftstiteln im Einzel gehört sie zu den erfolgreichsten Tischtennisspielerinnen überhaupt. Sie ist Linkshänderin und verwendet den europäischen Shakehand-Stil.

## Karriere
International trat Ding Ning 2004 zum ersten Mal in Erscheinung, als sie bei den Jugend-Asienmeisterschaften Silber im Einzel und Mixed (mit Zhang Jike) und Gold mit dem Team holte. 2005 spielte sie ihre ersten Pro-Tour-Turniere, gewann durch ihren Halbfinaleinzug bei den Swedish Open ihre erste Pro-Tour-Medaille und wurde Jugend-Weltmeisterin im Einzel, Doppel und mit der Mannschaft. Im Oktober 2005 befand sie sich dadurch bereits in den Top 100 der Weltrangliste. An ihrer ersten Weltmeisterschaft im Erwachsenenbereich nahm sie 2007 teil, im Mixed mit Lei Zhenhua schied sie im Achtelfinale in der Verlängerung des Entscheidungssatzes aus.
Ein großer Sprung folgte 2009: Durch den Sieg im Doppel bei den Danish Open gewann sie ihre erste Goldmedaille auf der Pro Tour, bei den Kuwait Open folgte Gold im Einzel, und im Mai wurde sie Vize-Weltmeisterin im Doppel. Im Juli rückte sie dann in die Top 10 der Weltrangliste vor, bei der Asienmeisterschaft holte sie Silber im Mixed sowie Gold im Einzel, Doppel und Teamwettbewerb. Zudem qualifizierte sie sich erstmals für die Pro Tour Grand Finals, bei denen sie Silber im Einzel und Gold im Doppel gewinnen konnte. Bei der WM 2010 war sie Teil des chinesischen Teams, das im Finale überraschend Singapur unterlag.

Verlauf der Weltranglistenposition

Im Jahr darauf stieß sie endgültig in die Weltspitze vor: Sie holte drei Pro-Tour-Titel, wurde Weltmeisterin im Einzel sowie erneut Vize-Weltmeisterin im Doppel und gewann bei ihrer ersten Teilnahme den World Cup. Ab November 2011 stand sie dadurch zum ersten Mal auf Platz 1 der Weltrangliste. 2012 wurde sie zum ersten Mal Weltmeisterin mit der Mannschaft und wurde für die Olympischen Spiele in London nominiert, wo sie im Team Gold holte und im Einzel-Finale auf Li Xiaoxia traf. Ding Ning wurden dort von der Schiedsrichterin mehrere Aufschläge abgezählt, was sich negativ auf ihre Konzentration auswirkte, und sie verlor 1:4. Bei den Grand Finals 2012 und 2013 gab es für sie bei ihrer dritten und vierten Teilnahme zum dritten und vierten Mal Silber im Einzel, bei der Weltmeisterschaft 2013 – zusätzlich zu Bronze im Einzel – zum dritten Mal in Folge Silber im Doppel. 2012 und 2013 konnte Ding Ning auf der World Tour außerdem insgesamt zehnmal Gold im Doppel gewinnen. 2014 schlug sie sowohl beim Asian Cup als auch beim World Cup im Finale Li Xiaoxia und eroberte dadurch den ersten Platz der Weltrangliste zurück, den sie im September 2013 verloren hatte. Bei der Weltmeisterschaft 2015 wurde sie – obwohl sie sich im Finale im Entscheidungssatz verletzte – erneut Weltmeisterin im Einzel, verlor aber am Tag darauf zum vierten Mal das Doppel-Finale. Außerdem gewann sie in diesem Jahr das erste Mal im Einzel die Grand Finals, fiel im November aber auch wieder auf den dritten Platz der Weltrangliste zurück.
Den letzten fehlenden großen Titel konnte Ding Ning 2016 gewinnen, als sie bei den Olympischen Spielen im Einzel-Finale wieder auf Li Xiaoxia traf und diesmal 4:3 gewann, wodurch sie den Grand Slam komplettierte. Im Oktober eroberte sie wieder Weltranglistenplatz 1. Bei der WM 2017 wurde sie zum dritten Mal Einzel-Weltmeisterin und konnte bei ihrer fünften Finalteilnahme auch zum ersten Mal Gold im Doppel gewinnen. In der zweiten Jahreshälfte war sie allerdings nur wenig aktiv, sodass sie im November für einen Monat aus der Weltrangliste herausfiel und mit der Einführung der neuen Weltrangliste 2018 zum ersten Mal seit 2009 nicht mehr in den Top 10 vertreten war. Mit der chinesischen Mannschaft holte sie im Mai erneut WM-Gold, und im September feierte sie beim World Cup mit ihrer dritten Goldmedaille bei der dritten Teilnahme auch im Einzel wieder einen großen Erfolg. Bei den Swedish Open musste sie sich im Halbfinale überraschend Mima Itō geschlagen geben, bei den Grand Finals im Dezember – ebenfalls im Halbfinale – He Zhuojia, was dennoch ausreichte, um im Januar 2019 Platz 1 der Weltrangliste zurückzuerobern. Ihren WM-Titel konnte sie nicht verteidigen, sowohl im Einzel als auch im Mixed gewann sie Bronze. Bei den Grand Finals Ende 2019 schied sie überraschend im Achtelfinale gegen Hitomi Satō aus.
2020 gewann sie bei den German Open Silber und bei den Qatar Open Bronze, nahm danach aber an keinen internationalen Turnieren mehr teil. Sie wurde auch nicht für die Olympischen Spiele in Tokio nominiert, sodass sie ihren Titel nicht verteidigen konnte, und gab im September 2021 ihr Karriereende bekannt.

## Erfolge
Einzel
- Olympische Spiele: Gold 2016, Silber 2012
- Weltmeisterschaften: Gold 2011, 2015, 2017, Bronze 2013, 2019
- World Cup: Gold 2011, 2014, 2018
- World Tour Grand Finals: Gold 2015, Silber 2009, 2011, 2012, 2013

Doppel
- Weltmeisterschaften: Gold 2017, Silber 2009, 2011, 2013, 2015
- World Tour Grand Finals: 2009, 2013, 2015

Mixed
- Weltmeisterschaften: Bronze 2019

Mannschaft
- Olympische Spiele: Gold 2012, 2016
- Weltmeisterschaften: Gold 2012, 2014, 2016, 2018, Silber 2010
- World Team Cup: Gold 2009, 2010, 2011, 2013, 2018, 2019

## Privat
Seit 2012 studiert Ding Ning Sportjournalismus an der Sportuniversität Shanghai.

## Turnierergebnisse
| Verband | Veranstaltung                 | Jahr | Ort            | Land | Einzel        | Doppel        | Mixed         | Team   |
| ------- | ----------------------------- | ---- | -------------- | ---- | ------------- | ------------- | ------------- | ------ |
| CHN     | Asienmeisterschaft            | 2019 | Yogyakarta     | IDN  | Halbfinale    | Gold          |               | Gold   |
| CHN     | Asienmeisterschaft            | 2017 | Wuxi           | CHN  | Viertelfinale |               |               | Gold   |
| CHN     | Asienmeisterschaft            | 2015 | Pattaya        | THA  | letzte 64     | letzte 32     |               | Gold   |
| CHN     | Asienmeisterschaft            | 2013 | Busan          | KOR  | Silber        | Silber        |               | Gold   |
| CHN     | Asienmeisterschaft            | 2012 | Macau          | MAC  | Halbfinale    | Gold          |               | Gold   |
| CHN     | Asienmeisterschaft            | 2009 | Lucknow        | IND  | Gold          | Gold          | Silber        | Gold   |
| CHN     | Asienmeisterschaft (Junioren) | 2004 | New Delhi      | IND  | Silber        |               | Silber        | Gold   |
| CHN     | Asian Cup                     | 2014 | Wuhan          | CHN  | Gold          |               |               |        |
| CHN     | Asian Cup                     | 2010 | Guangzhou      | CHN  | Silber        |               |               |        |
| CHN     | Asian Cup                     | 2009 | Hangzhou       | CHN  | 3. Platz      |               |               |        |
| CHN     | Asienspiele                   | 2014 | Suwon          | KOR  |               |               |               | Gold   |
| CHN     | Asienspiele                   | 2010 | Guangzhou      | CHN  |               | Silber        | Viertelfinale | Gold   |
| CHN     | Olympische Spiele             | 2016 | Rio de Janeiro | BRA  | Gold          |               |               | Gold   |
| CHN     | Olympische Spiele             | 2012 | London         | ENG  | Silber        |               |               | Gold   |
| CHN     | World Tour                    | 2020 | Doha           | QAT  | Halbfinale    | Viertelfinale |               |        |
| CHN     | World Tour                    | 2020 | Magdeburg      | GER  | Silber        | Halbfinale    |               |        |
| CHN     | World Tour                    | 2019 | Stockholm      | SWE  | Viertelfinale | Gold          |               |        |
| CHN     | World Tour                    | 2019 | Geelong        | AUS  | Silber        |               |               |        |
| CHN     | World Tour                    | 2019 | Busan          | KOR  | Silber        | Halbfinale    |               |        |
| CHN     | World Tour                    | 2019 | Sapporo        | JPN  | letzte 16     |               | Halbfinale    |        |
| CHN     | World Tour                    | 2019 | Doha           | QAT  | Halbfinale    | Silber        |               |        |
| CHN     | World Tour                    | 2018 | Stockholm      | SWE  | Halbfinale    |               |               |        |
| CHN     | World Tour                    | 2018 | Panagjurischte | BUL  | Gold          |               |               |        |
| CHN     | World Tour                    | 2018 | Geelong        | AUS  | Silber        |               |               |        |
| CHN     | World Tour                    | 2018 | Daejeon        | KOR  | letzte 16     | Gold          |               |        |
| CHN     | World Tour                    | 2018 | Shenzhen       | CHN  | Silber        | Gold          |               |        |
| CHN     | World Tour                    | 2017 | Stockholm      | SWE  | Gold          |               |               |        |
| CHN     | World Tour                    | 2017 | Chengdu        | CHN  | Gold          | Gold          |               |        |
| CHN     | World Tour                    | 2016 | Chengdu        | CHN  | Gold          | Silber        |               |        |
| CHN     | World Tour                    | 2016 | Incheon        | KOR  | Gold          | Gold          |               |        |
| CHN     | World Tour                    | 2016 | Tokio          | JPN  | Silber        | Gold          |               |        |
| CHN     | World Tour                    | 2016 | Doha           | QAT  | Silber        | Gold          |               |        |
| CHN     | World Tour                    | 2016 | Kuwait City    | KUW  | Silber        | Gold          |               |        |
| CHN     | World Tour                    | 2015 | Warschau       | POL  | Silber        | Gold          |               |        |
| CHN     | World Tour                    | 2015 | Chengdu        | CHN  | Silber        | Viertelfinale |               |        |
| CHN     | World Tour                    | 2015 | Kobe           | JPN  | Halbfinale    | Halbfinale    |               |        |
| CHN     | World Tour                    | 2015 | Kuwait City    | KUW  | Silber        | Gold          |               |        |
| CHN     | World Tour                    | 2014 | Chengdu        | CHN  | Gold          | Gold          |               |        |
| CHN     | World Tour                    | 2013 | Dubai          | UAE  | Silber        | Gold          |               |        |
| CHN     | World Tour                    | 2013 | Ekaterinburg   | RUS  | Gold          | Gold          |               |        |
| CHN     | World Tour                    | 2013 | Changchun      | CHN  | Halbfinale    | Halbfinale    |               |        |
| CHN     | World Tour                    | 2013 | Doha           | QAT  | Gold          | Gold          |               |        |
| CHN     | World Tour                    | 2013 | Kuwait City    | KUW  | Halbfinale    | Gold          |               |        |
| CHN     | World Tour                    | 2013 | Wels           | AUT  | Gold          | Gold          |               |        |
| CHN     | World Tour                    | 2012 | Poznań         | POL  | Gold          |               |               |        |
| CHN     | World Tour                    | 2012 | Shanghai       | CHN  | Halbfinale    | Silber        |               |        |
| CHN     | World Tour                    | 2012 | Incheon City   | KOR  | Silber        | Gold          |               |        |
| CHN     | World Tour                    | 2012 | Incheon City   | KOR  | Silber        | Gold          |               |        |
| CHN     | World Tour                    | 2012 | Incheon City   | KOR  | Silber        | Gold          |               |        |
| CHN     | World Tour                    | 2012 | Velenje        | SLO  | Gold          | Gold          |               |        |
| CHN     | World Tour                    | 2012 | Budapest       | HUN  | Viertelfinale | Gold          |               |        |
| CHN     | Pro Tour                      | 2011 | Stockholm      | SWE  | Halbfinale    | Halbfinale    |               |        |
| CHN     | Pro Tour                      | 2011 | Schwechat      | AUT  | Gold          | Gold          |               |        |
| CHN     | Pro Tour                      | 2011 | Suzhou         | CHN  | Silber        | Silber        |               |        |
| CHN     | Pro Tour                      | 2011 | Dubai          | UAE  | Gold          | Viertelfinale |               |        |
| CHN     | Pro Tour                      | 2011 | Doha           | QAT  | Silber        | Silber        |               |        |
| CHN     | Pro Tour                      | 2011 | Sheffield      | ENG  | Gold          | Silber        |               |        |
| CHN     | Pro Tour                      | 2010 | Suzhou         | CHN  | Halbfinale    | Silber        |               |        |
| CHN     | Pro Tour                      | 2010 | Berlin         | GER  | Silber        | Silber        |               |        |
| CHN     | Pro Tour                      | 2010 | Kuwait City    | KUW  | Viertelfinale | Silber        |               |        |
| CHN     | Pro Tour                      | 2010 | Doha           | QAT  | Viertelfinale | Gold          |               |        |
| CHN     | Pro Tour                      | 2009 | Sheffield      | ENG  | Viertelfinale | Viertelfinale |               |        |
| CHN     | Pro Tour                      | 2009 | Tianjin        | CHN  | letzte 16     | Gold          |               |        |
| CHN     | Pro Tour                      | 2009 | Su Zhou        | CHN  | Viertelfinale | Halbfinale    |               |        |
| CHN     | Pro Tour                      | 2009 | Doha           | QAT  | Viertelfinale | Silber        |               |        |
| CHN     | Pro Tour                      | 2009 | Kuwait City    | KUW  | Gold          | Halbfinale    |               |        |
| CHN     | Pro Tour                      | 2009 | Frederikshavn  | DEN  | letzte 16     | Gold          |               |        |
| CHN     | Pro Tour                      | 2009 | Velenje        | SVN  | letzte 32     | Halbfinale    |               |        |
| CHN     | Pro Tour                      | 2008 | Shanghai       | CHN  | Halbfinale    | Viertelfinale |               |        |
| CHN     | Pro Tour                      | 2008 | Changchun      | CHN  | letzte 32     |               |               |        |
| CHN     | Pro Tour                      | 2007 | Stockholm      | SWE  | letzte 16     | Halbfinale    |               |        |
| CHN     | Pro Tour                      | 2007 | Bremen         | GER  | Viertelfinale | Halbfinale    |               |        |
| CHN     | Pro Tour                      | 2007 | Nanjing        | CHN  | Viertelfinale | Silber        |               |        |
| CHN     | Pro Tour                      | 2006 | Yokohama       | JPN  | Viertelfinale | letzte 16     |               |        |
| CHN     | Pro Tour                      | 2006 | Singapur       | SIN  | letzte 32     | letzte 16     |               |        |
| CHN     | Pro Tour                      | 2005 | Göteborg       | SWE  | Halbfinale    | letzte 16     |               |        |
| CHN     | Pro Tour                      | 2005 | Magdeburg      | GER  | letzte 64     |               |               |        |
| CHN     | Pro Tour                      | 2005 | Shenzhen       | CHN  | letzte 16     | Viertelfinale |               |        |
| CHN     | World Tour Grand Finals       | 2019 | Zhengzhou      | CHN  | letzte 16     |               |               |        |
| CHN     | World Tour Grand Finals       | 2018 | Incheon        | KOR  | Halbfinale    |               |               |        |
| CHN     | World Tour Grand Finals       | 2016 | Doha           | QAT  | Viertelfinale |               |               |        |
| CHN     | World Tour Grand Finals       | 2015 | Lissabon       | POR  | Gold          | Gold          |               |        |
| CHN     | World Tour Grand Finals       | 2013 | Dubai          | UAE  | Silber        | Gold          |               |        |
| CHN     | World Tour Grand Finals       | 2012 | Hangzhou       | CHN  | Silber        |               |               |        |
| CHN     | Pro Tour Grand Finals         | 2011 | London         | ENG  | Silber        |               |               |        |
| CHN     | Pro Tour Grand Finals         | 2009 | Macau          | MAC  | Silber        | Gold          |               |        |
| CHN     | Weltmeisterschaft             | 2019 | Budapest       | HUN  | Halbfinale    |               | Halbfinale    |        |
| CHN     | Weltmeisterschaft             | 2018 | Halmstad       | SWE  |               |               |               | Gold   |
| CHN     | Weltmeisterschaft             | 2017 | Düsseldorf     | GER  | Gold          | Gold          |               |        |
| CHN     | Weltmeisterschaft             | 2016 | Kuala Lumpur   | MAS  |               |               |               | Gold   |
| CHN     | Weltmeisterschaft             | 2015 | Suzhou         | CHN  | Gold          | Silber        |               |        |
| CHN     | Weltmeisterschaft             | 2014 | Tokio          | JPN  |               |               |               | Gold   |
| CHN     | Weltmeisterschaft             | 2013 | Paris          | FRA  | Halbfinale    | Silber        |               |        |
| CHN     | Weltmeisterschaft             | 2012 | Dortmund       | GER  |               |               |               | Gold   |
| CHN     | Weltmeisterschaft             | 2011 | Rotterdam      | NED  | Gold          | Silber        |               |        |
| CHN     | Weltmeisterschaft             | 2010 | Moskau         | RUS  |               |               |               | Silber |
| CHN     | Weltmeisterschaft             | 2009 | Yokohama       | JPN  | letzte 16     | Silber        |               |        |
| CHN     | Weltmeisterschaft             | 2007 | Zagreb         | HRV  |               |               | letzte 16     |        |
| CHN     | Jugend-Weltmeisterschaft      | 2005 | Linz           | AUT  | Gold          | Gold          | Viertelfinale | Gold   |
| CHN     | World Cup                     | 2018 | Chengdu        | CHN  | Gold          |               |               |        |
| CHN     | World Cup                     | 2014 | Düsseldorf     | GER  | Gold          |               |               |        |
| CHN     | World Cup                     | 2011 | Singapur       | SIN  | Gold          |               |               |        |
| CHN     | WTC-World Team Cup            | 2019 | Tokio          | JPN  |               |               |               | Gold   |
| CHN     | WTC-World Team Cup            | 2018 | London         | ENG  |               |               |               | Gold   |
| CHN     | WTC-World Team Cup            | 2013 | Guangzhou      | CHN  |               |               |               | Gold   |
| CHN     | WTC-World Team Cup            | 2011 | Magdeburg      | GER  |               |               |               | Gold   |
| CHN     | WTC-World Team Cup            | 2010 | Dubai          | UAE  |               |               |               | Gold   |
| CHN     | WTC-World Team Cup            | 2009 | Linz           | AUT  |               |               |               | Gold   |